# Maksîmivka, Babanka
Maksîmivka (în ucraineană Максимівка) este o comună în raionul Babanka, regiunea Cerkasî, Ucraina, formată numai din satul de reședință.

## Demografie
Componența lingvistică a comunei Maksîmivka
     Ucraineană (98,06%)
     Rusă (1,72%)
     Alte limbi (0,22%)
Conform recensământului din 2001, majoritatea populației comunei Maksîmivka era vorbitoare de ucraineană (98,06%), existând în minoritate și vorbitori de rusă (1,72%).